# NGC 4478
NGC 4478 (również PGC 41297 lub UGC 7645) – galaktyka eliptyczna (E2), znajdująca się w gwiazdozbiorze Panny w odległości około 53,6 milionów lat świetlnych od Ziemi. Została odkryta 12 kwietnia 1784 roku przez Williama Herschela. Galaktyka ta należy do Gromady w Pannie.